# Tricholoma stans
Tricholoma stans (Elias Magnus Fries, 1874 ex Pier Andrea Saccardo, 1887) din încrengătura Basidiomycota, în familia Tricholomataceae și de genul Tricholoma, este o specie de ciuperci necomestibile care coabitează, fiind un simbiont micoriza, formând prin urmare micorize pe rădăcinile arborilor. O denumire populară nu este cunoscută. Acest burete rar trăiește în România, Basarabia și Bucovina de Nord în mod obișnuit în grupuri mai mici, în păduri de conifere și acolo preponderent sub pini, fiind găsit de la câmpie la munte. Timpul apariției este din (iulie) august până în octombrie (noiembrie).

## Taxonomie

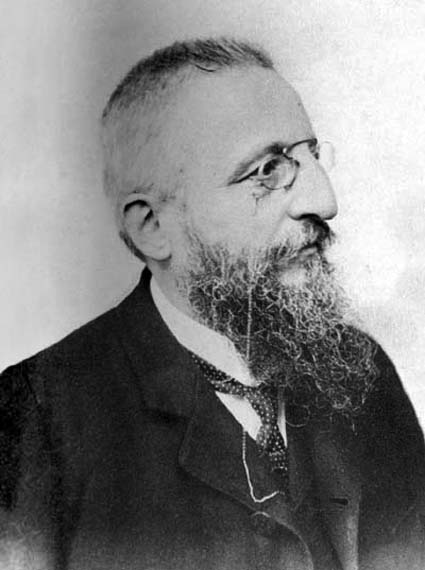
P. Saccardo

Numele binomial Agaricus stans a fost determinat de renumitul savant suedez Elias Magnus Fries în ultima sa mare lucrare, anume Hymenomycetes Europaei, sive Epicriseos systematis mycologici din 1874.
Apoi, în 1887, micologul italian Pier Andrea Saccardo a transferat specia corect la genul Tricholoma sub păstrarea epitetului, de verificat în volumul 5 al marii sale lucrări Sylloge fungorum omnium husque cognitorum. Acest taxon este valabil până în prezent (2021).
Alte sinonime nu sunt cunoscute.
Numele generic este derivat din cuvintele de limba greacă veche (greacă veche τριχο=păr) și (greacă veche λῶμα=margine, tiv de ex. unei rochii), iar epitetul din participiul prezent al verbului latin (latină stare (sto)=a sta, a fi erect, a fi înălțat, a fi stabilit) datorită aspectului general.

## Descriere

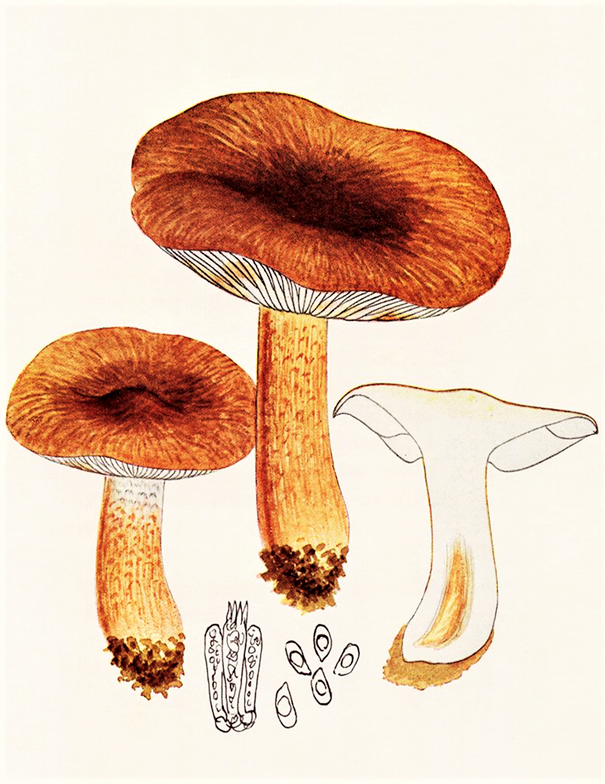
Bres.: Tricholoma stans

- Pălăria: are un diametru de 4-10 (12) cm, este cărnoasă și fermă, inițial convexă cu marginea cu o bordură netedă și ascuțită, doar în tinerețe răsucită în jos, pentru ca la maturitate să devină plată, nu rar ondulată, la bătrânețe uneori puțin adâncită în mijloc și adesea turtit cocoșată. Cuticula îndepărtabilă de pălărie este netedă, de obicei lipsită de fibre radiale (uneori poate fi foarte slab striată), și lipicioasă până unsuroasă. Coloritul diferă, el poate fi: gri-maroniu, brun-auriu, brun-portocaliu, ocru-brun, ruginiu sau brun-roșiatic, marginea fiind de obicei mai palidă.
- Lamelele: inegale, ocazional bifurcate, subțiri și moderat aglomerate sunt dințat aderate și cu avansarea în vârstă din ce în ce mai bombate spre picior (numit: șanț de castel). Muchiile fertile sunt netede. Coloritul este alb, dar capătă la bătrânețe pete brun-roșiatice.
- Piciorul: are o înălțime de 4-8 (10 cm) și o lățime de 1,5-2 (3) cm, este solid, plin, cilindric sau slab bulbos și neted, nu ra străbătut de fibre fine longitudinale maronii (ocazional chiar și cu benzi) la bază înmulțite. Coloritul este albicios primar spre vârf, în rest brun-ocru până ocru-portocaliu, la bătrânețe și spre bază mai intens brun până brun-roșiatic. După apăsare rămân urme fibros-roșiatice. Nu prezintă un inel.
- Carnea: este compactă, fermă și albă, ce capătă nuanțe maronii după tăiere, dar în special în scobiturile cauzate de viermi. Mirosul este inițial imperceptibil, apoi slab făinos sau ceva de castraveți, iar gustul de asemenea puțin făinos și blând.[3][4]
- Caracteristici microscopice: prezintă spori netezi, aproape globuloși până lat eliptici, ascuțiți spre un vârf, netezi, hialini (translucizi), neamilozi (nu se decolorează cu reactivi de iod) și cu o picătură uleioasă mare în centru, având o mărime de 4,5 - 6,5 (7) x (3) 3,5-4 microni. Pulberea lor este albă. Basidiile clavate, fără cleme cu 4 (uneori doar 2) sterigme fiecare măsoară 28)-32 x 6-8 microni. Cistidele (elemente sterile situate în stratul himenal sau printre celulele din pielița pălăriei și a piciorului, probabil cu rol de excreție) lipsesc. Pileocistidele (elemente sterile de pe suprafața pălăriei) într-un strat de 60-200 µm grosime este un trichoderm iregular  compus din hife cilindrice 2,5-5,5 µm cu elemente terminale aproape cilindrice până clavate cu o dimensiune de 19-40 x 3-7 microni, iar stratul dedesubt asemănător are elemente cilindrice până ușor umflate ce măsoară 22-50 x 3-9,5 microni. Pigmenții bruni sunt legați de membrană sau încrustați. Cuticula tijei prezintă hife cilindrice de 2,5-7 µm cu pereți hialini până gălbui cu fascicule de hife mai puternic încrustate și septate.[10][11]
- Reacții chimice: nu sunt cunoscute.[12]

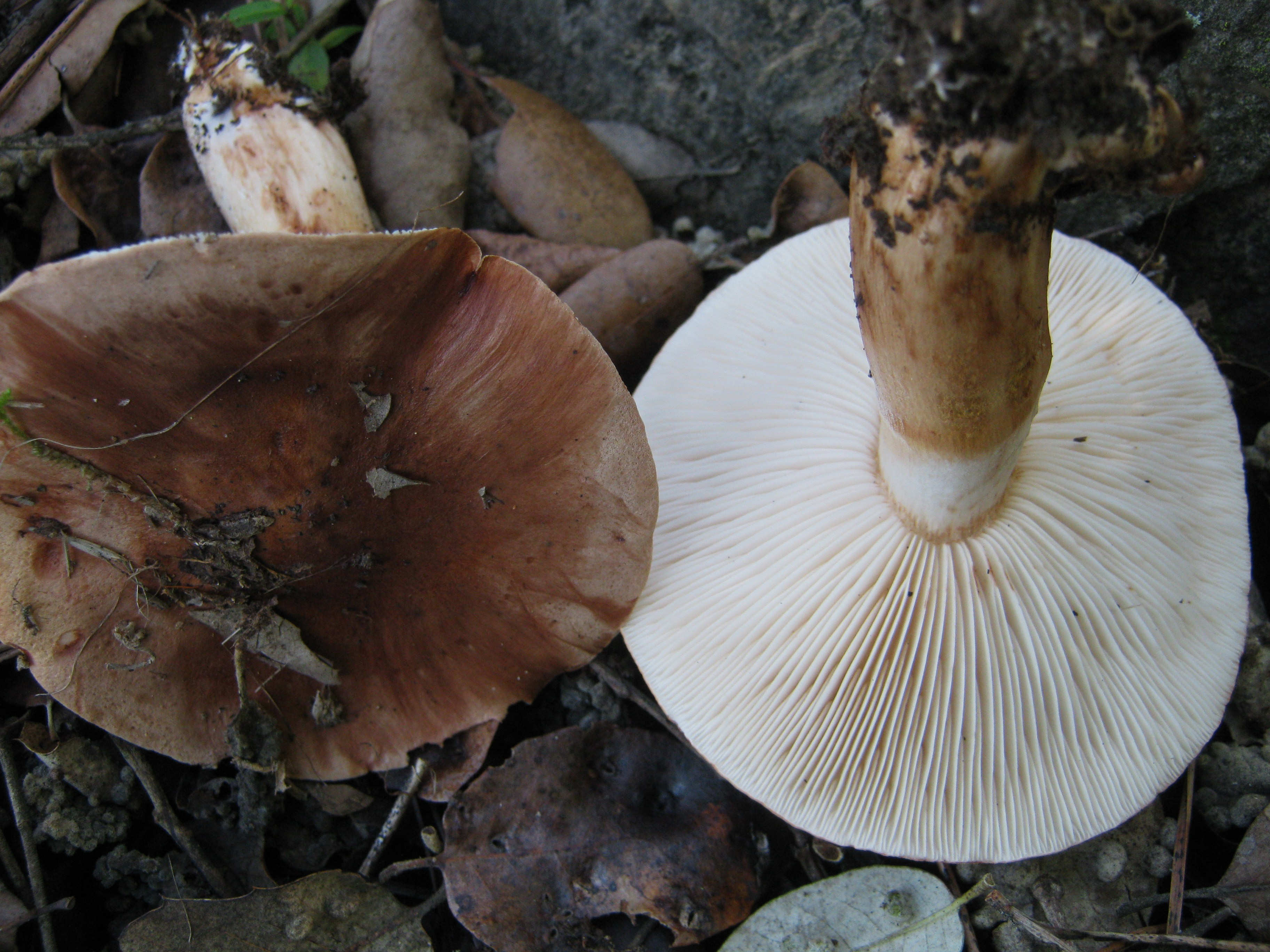
T. stans, pălărie, lamele și picior
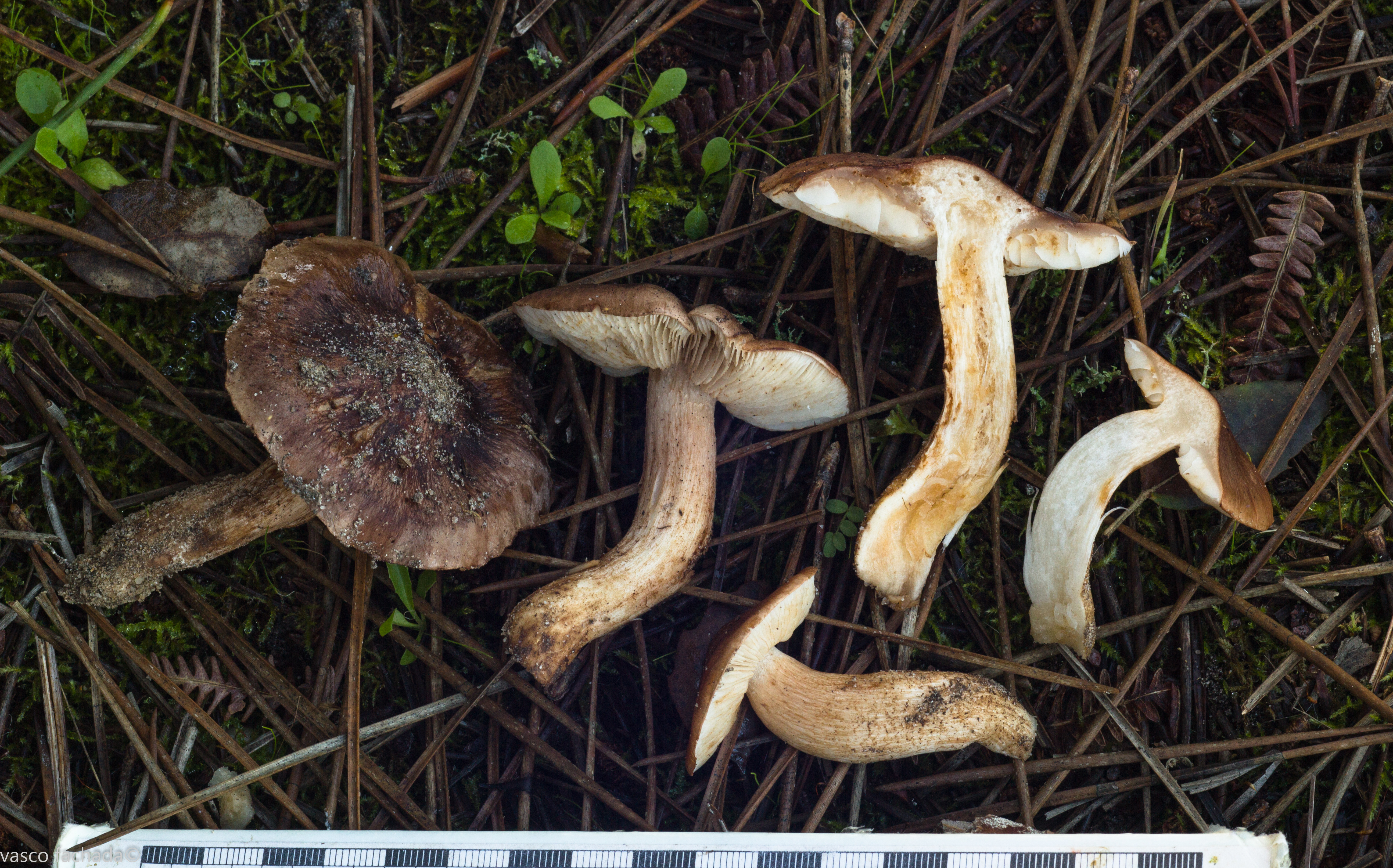
T. stans, secțiuni longitudinale (tânăr - bătrân)
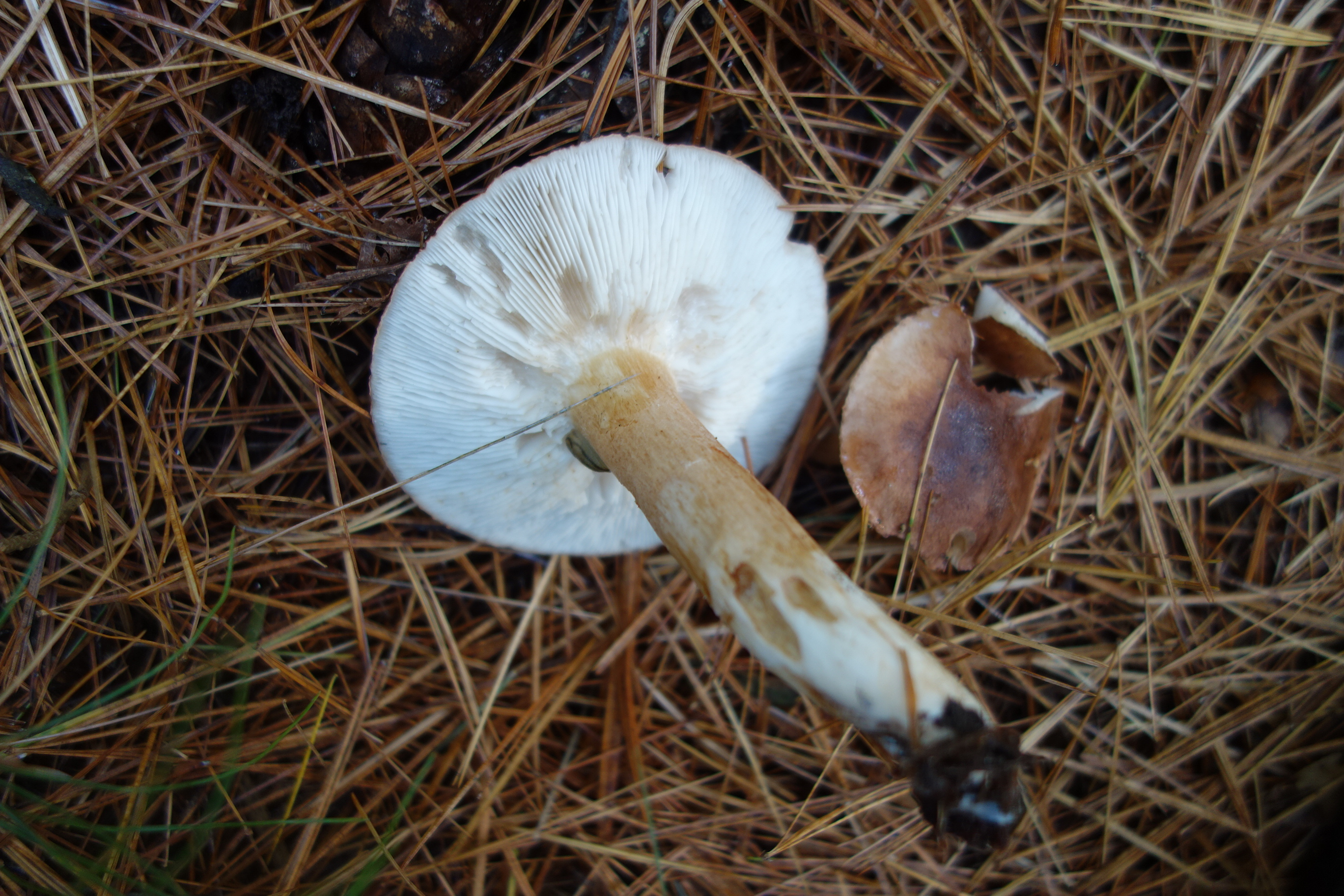
T. stans mai tineri
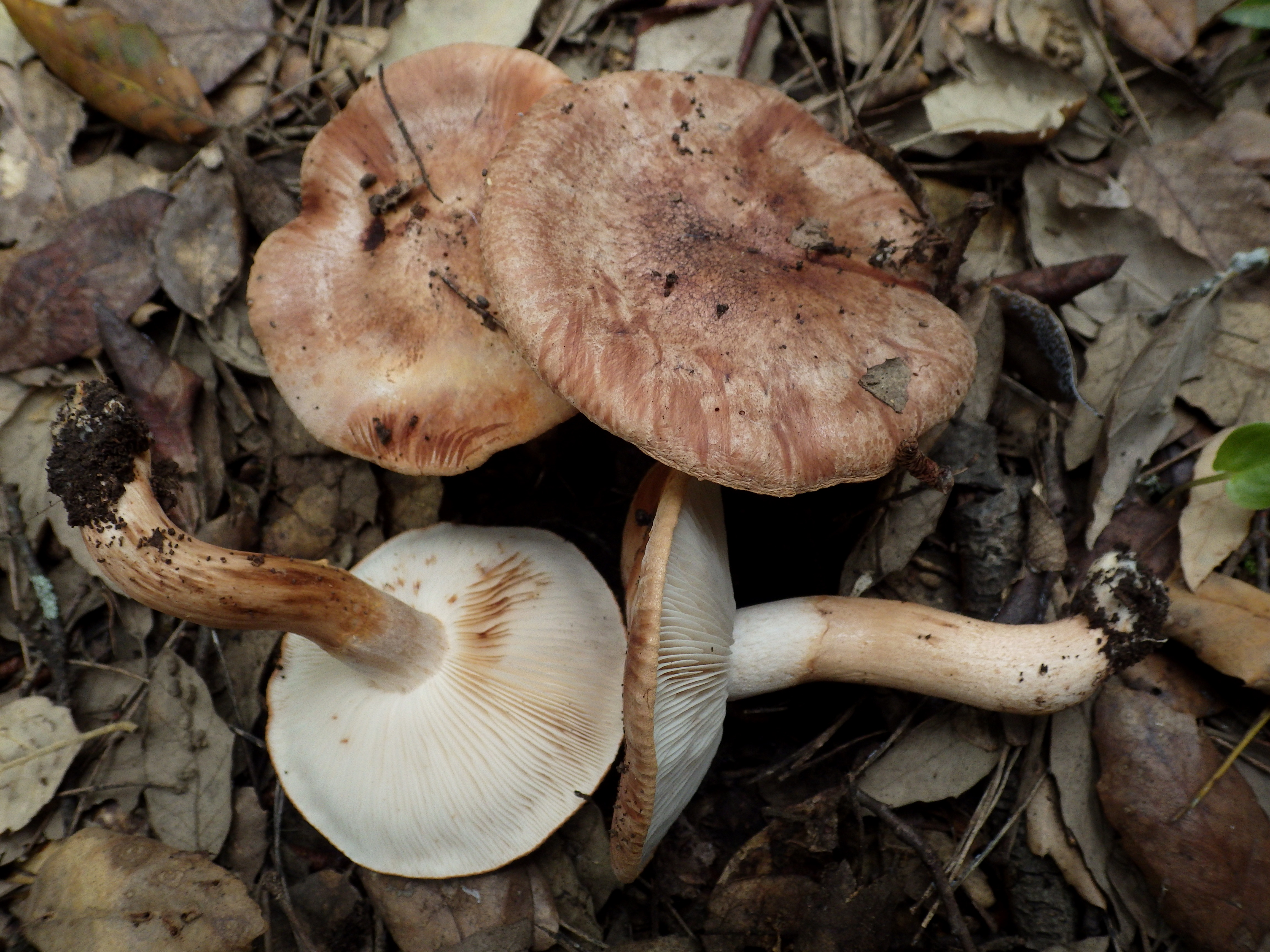
T. stans mai bătrâni

## Confuzii
Specia se poate confunda cu altele ale genului cu cuticulă posibil brună ca de exemplu: Tricholoma albobrunneum sin. Tricholoma striatum (otrăvitor), Tricholoma batschii (otrăvitor, foarte amar), Tricholoma fucatum (comestibil, dar de valoare scăzută, carne slab gălbuie, miros de făină și gust identic, neamar, trăiește în păduri de conifere), Tricholoma fulvum (necomestibil, carne galbenă, fără miros), Tricholoma imbricatum (comestibil, trăiește în păduri de conifere sub pini), Tricholoma pessundatum (otrăvitor),  Tricholoma populinum (comestibil), Tricholoma portentosum (comestibil), Tricholoma psammopus (necomestibil),  Tricholoma sejunctum (necomestibil), Tricholoma ustale (slab otrăvitor) și Tricholoma vaccinum, sau chiar cu Tricholoma saponaceum (necomestibil).

## Specii asemănătoare în imagini

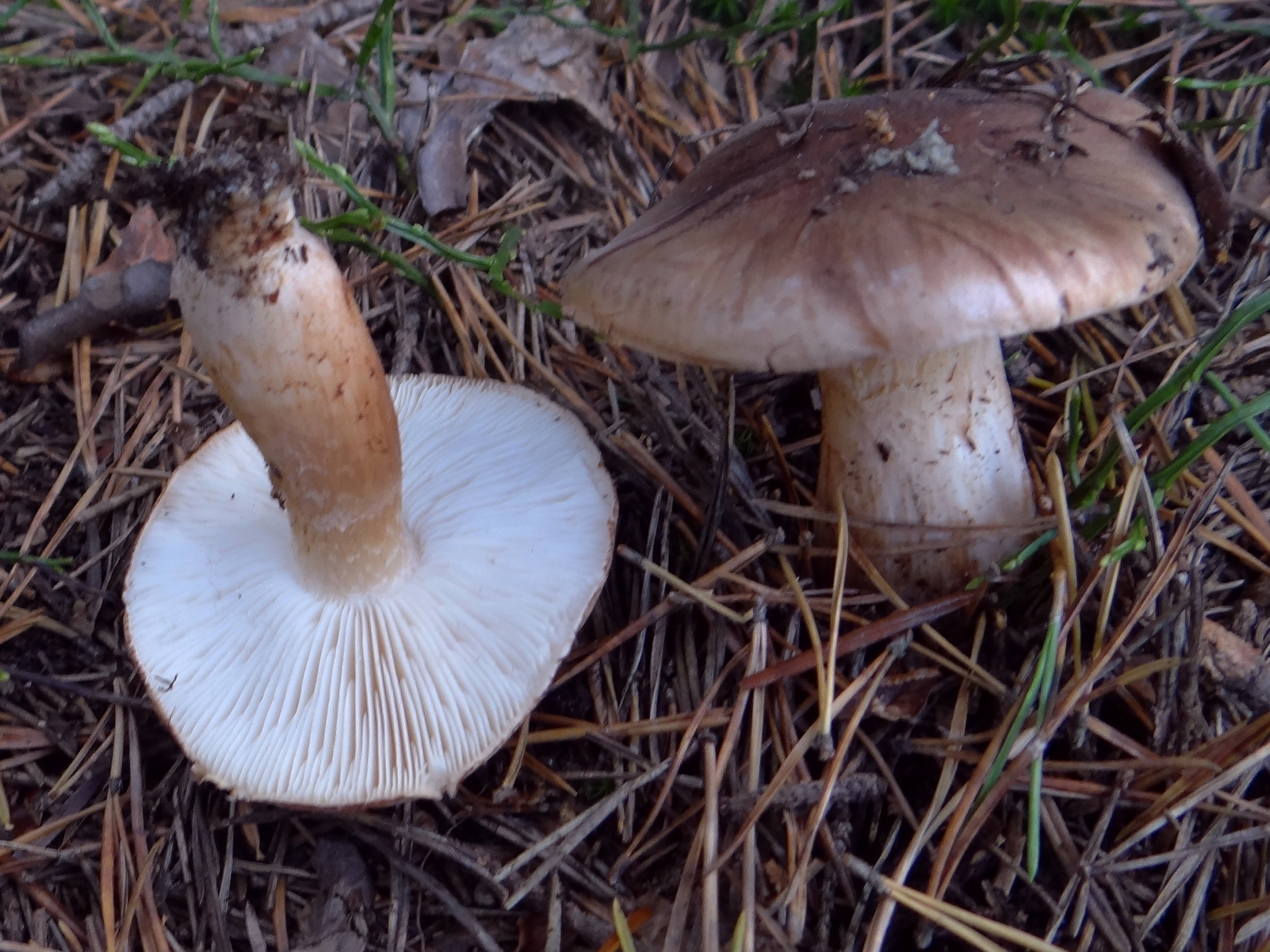
!!Tricholoma albobrunneum sin.  Tricholoma striatum"!!
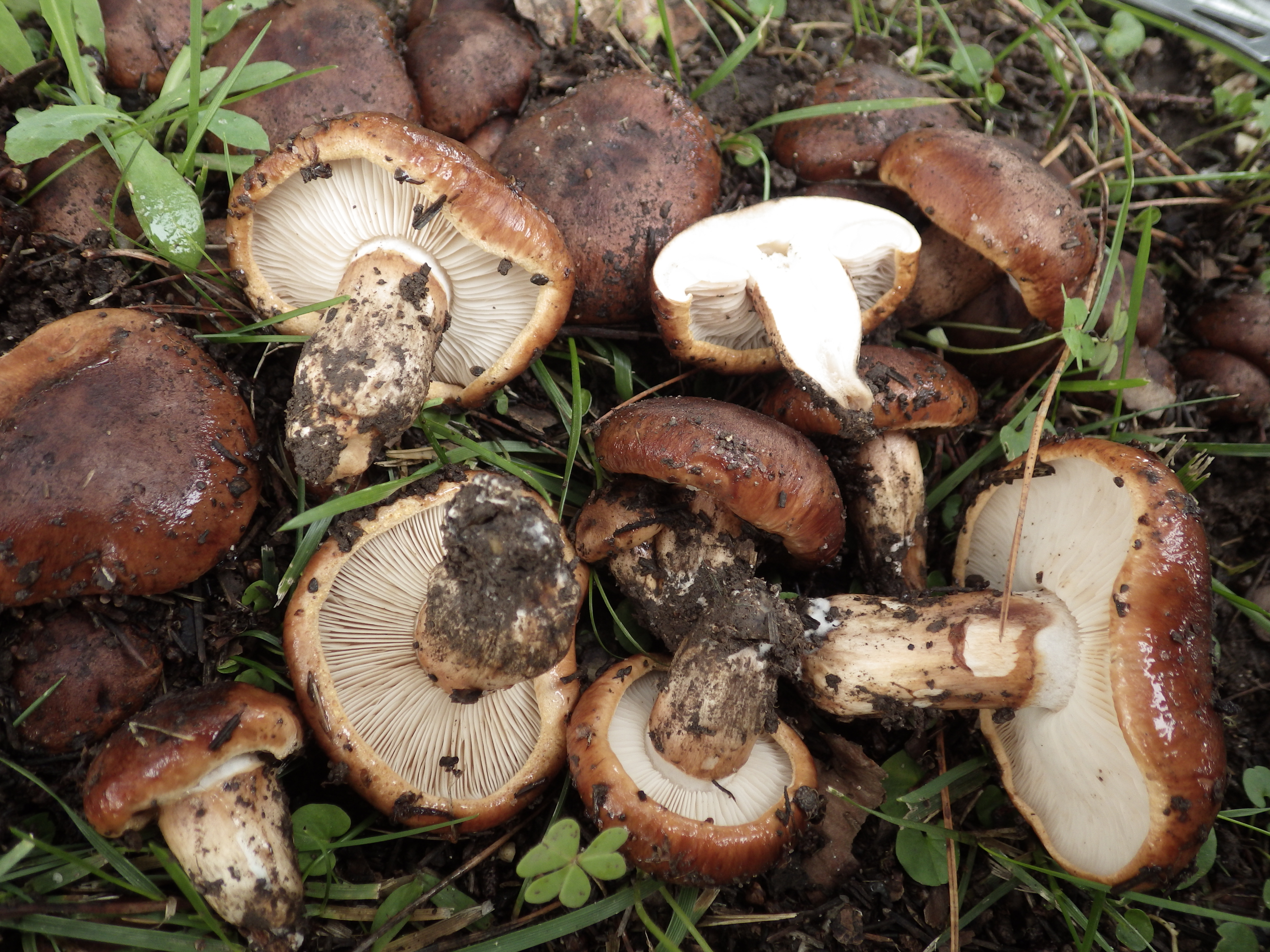
!!Tricholoma batschii!!
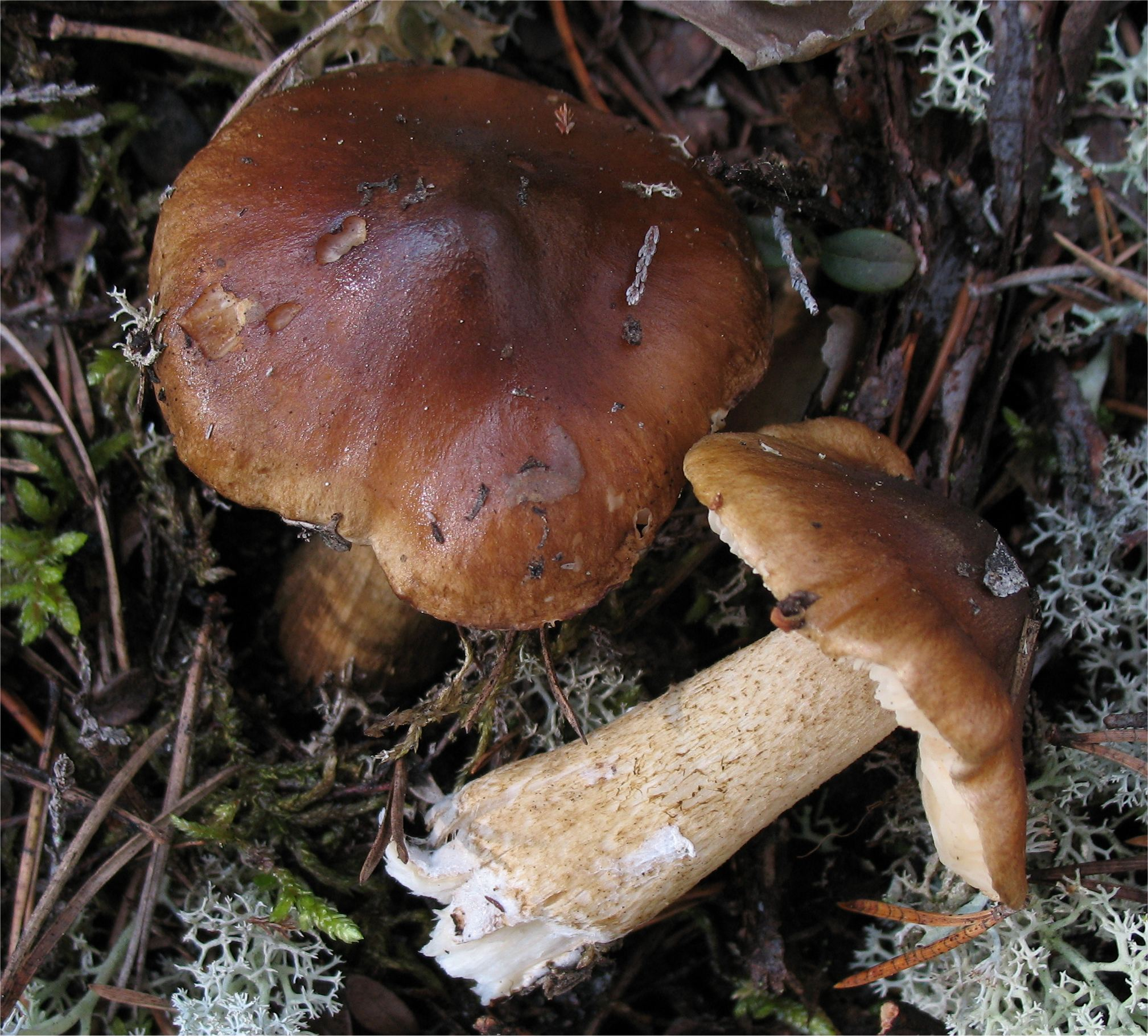
Tricholoma fucatum
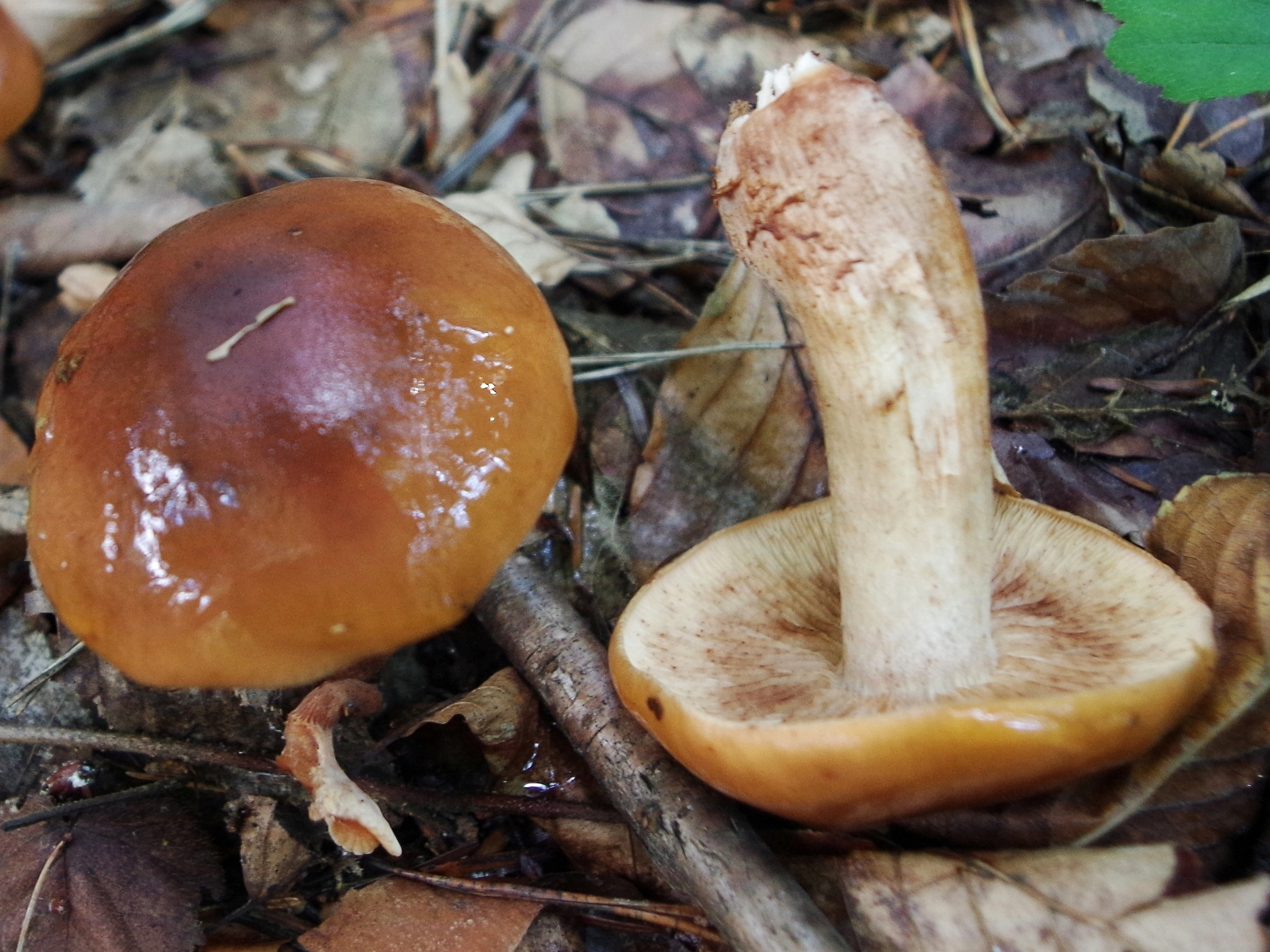
!Tricholoma fulvum!
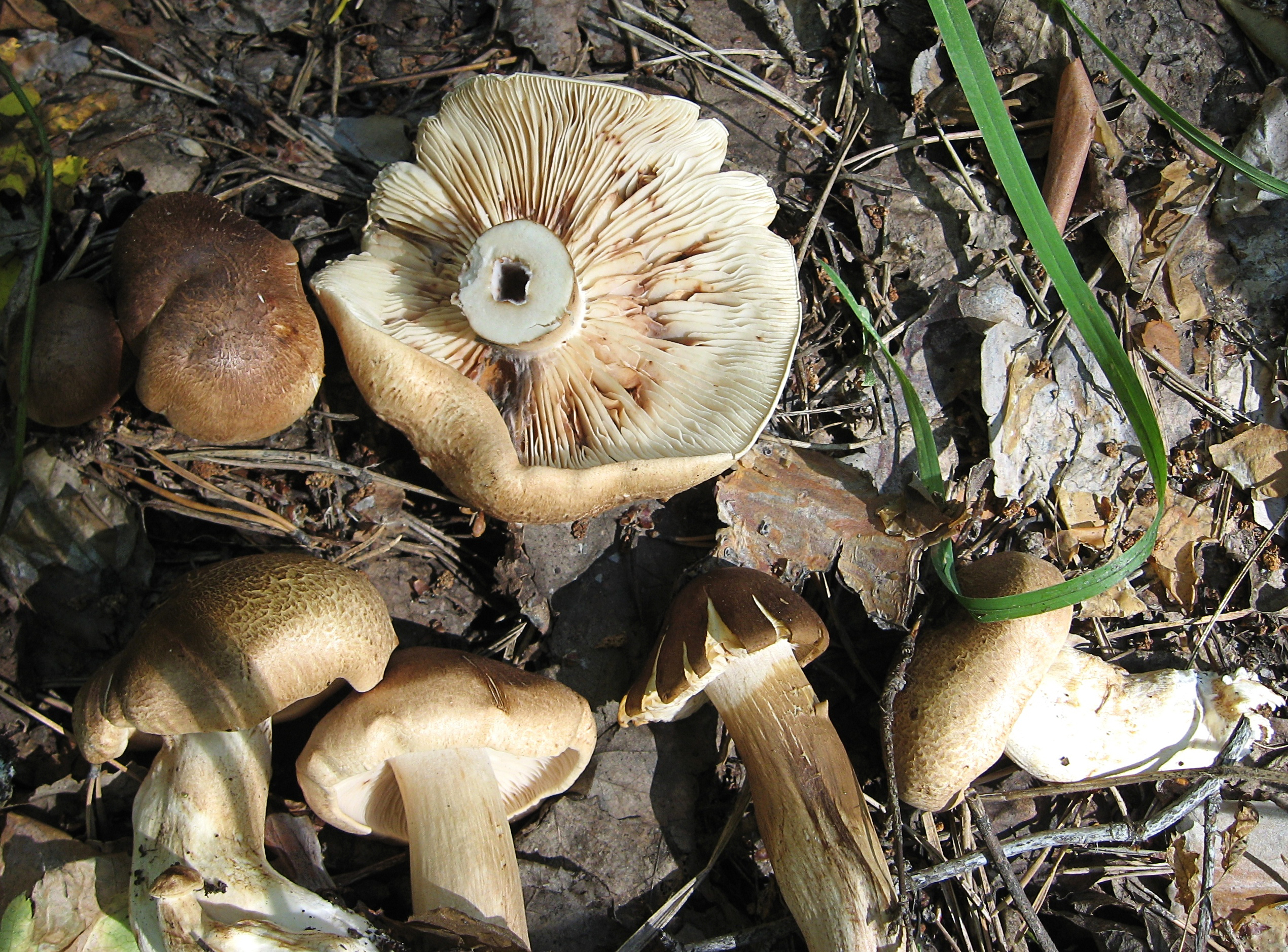
Tricholoma imbricatum
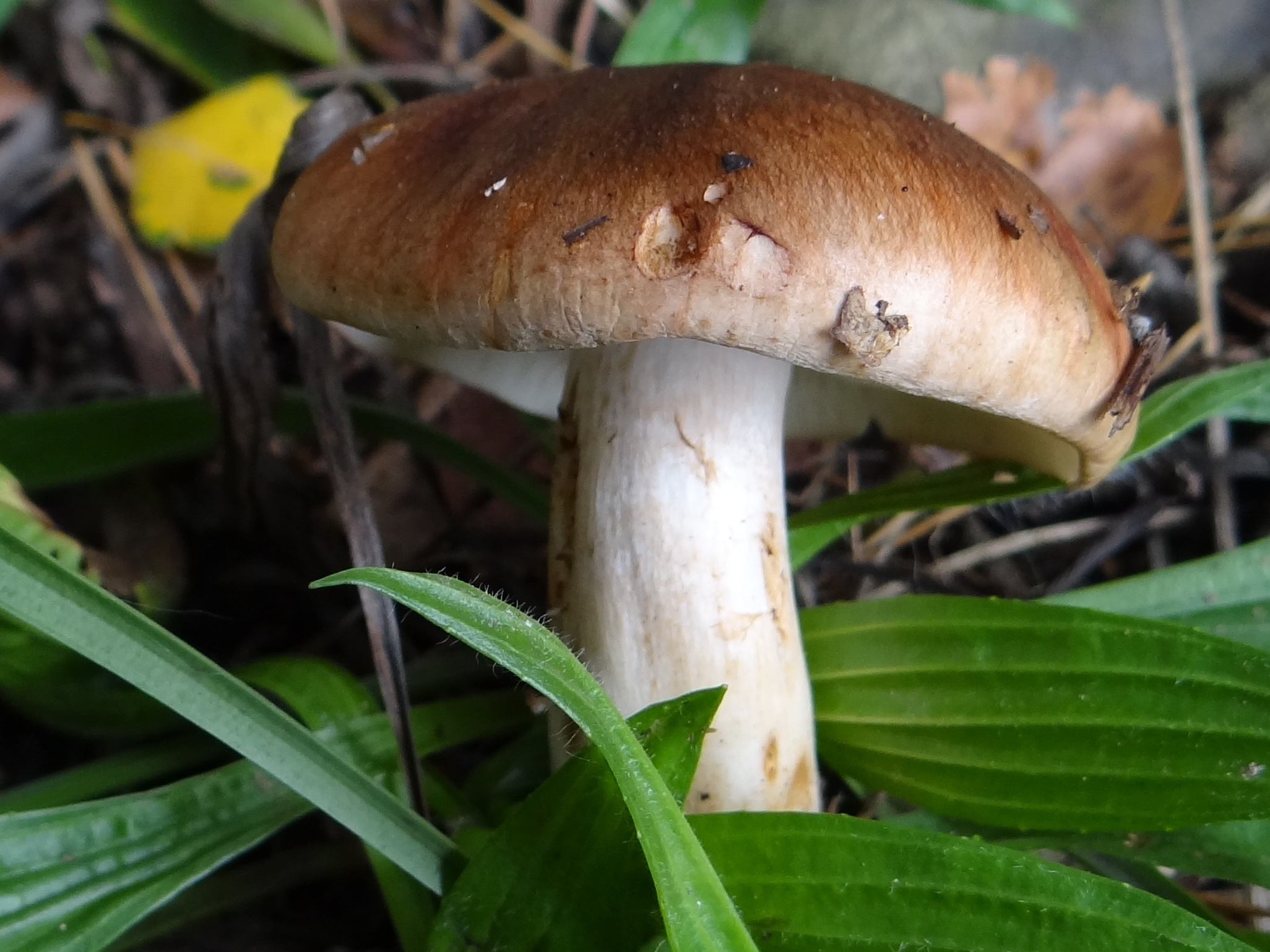
!!Tricholoma pessundatum!!
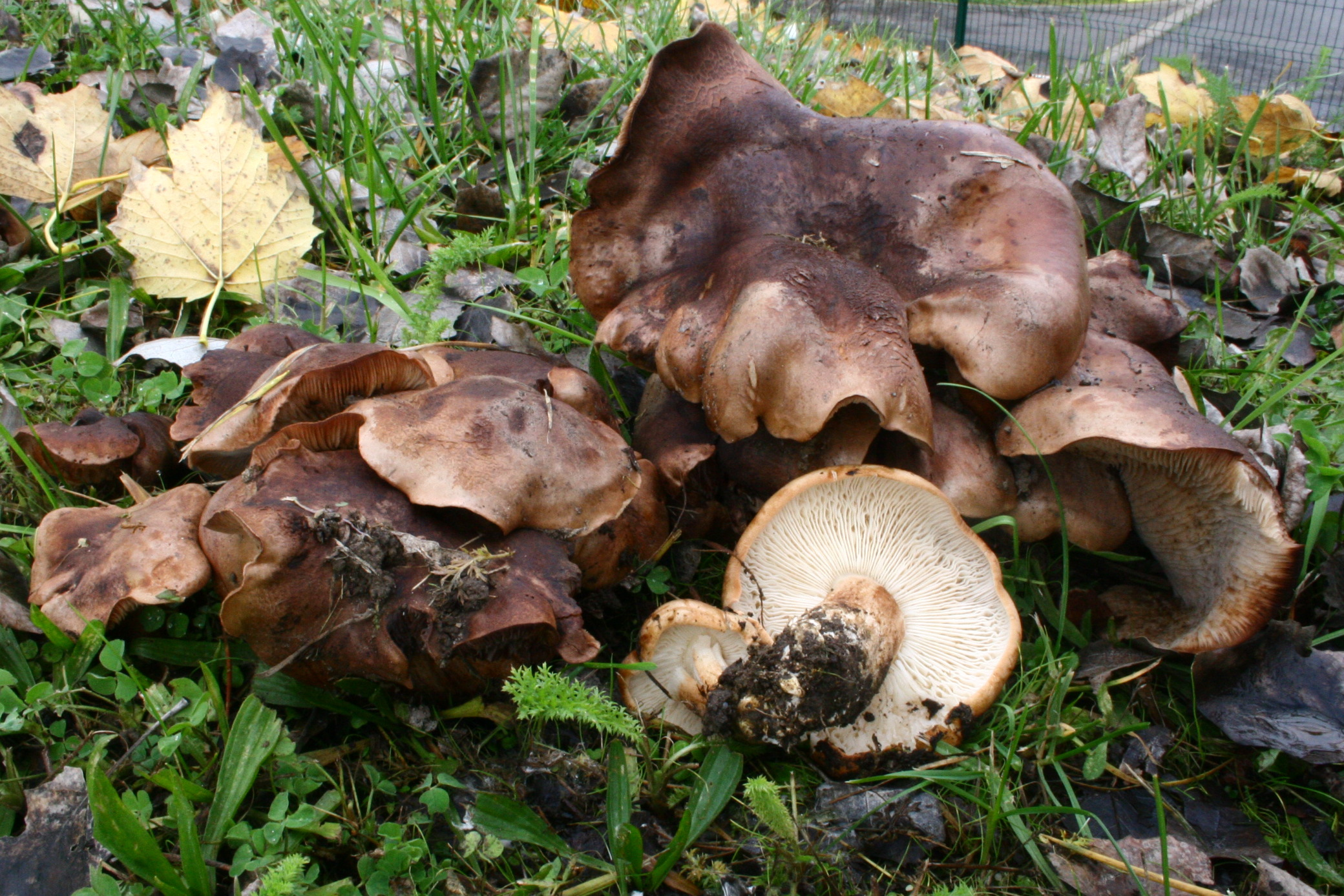
Tricholoma populinum

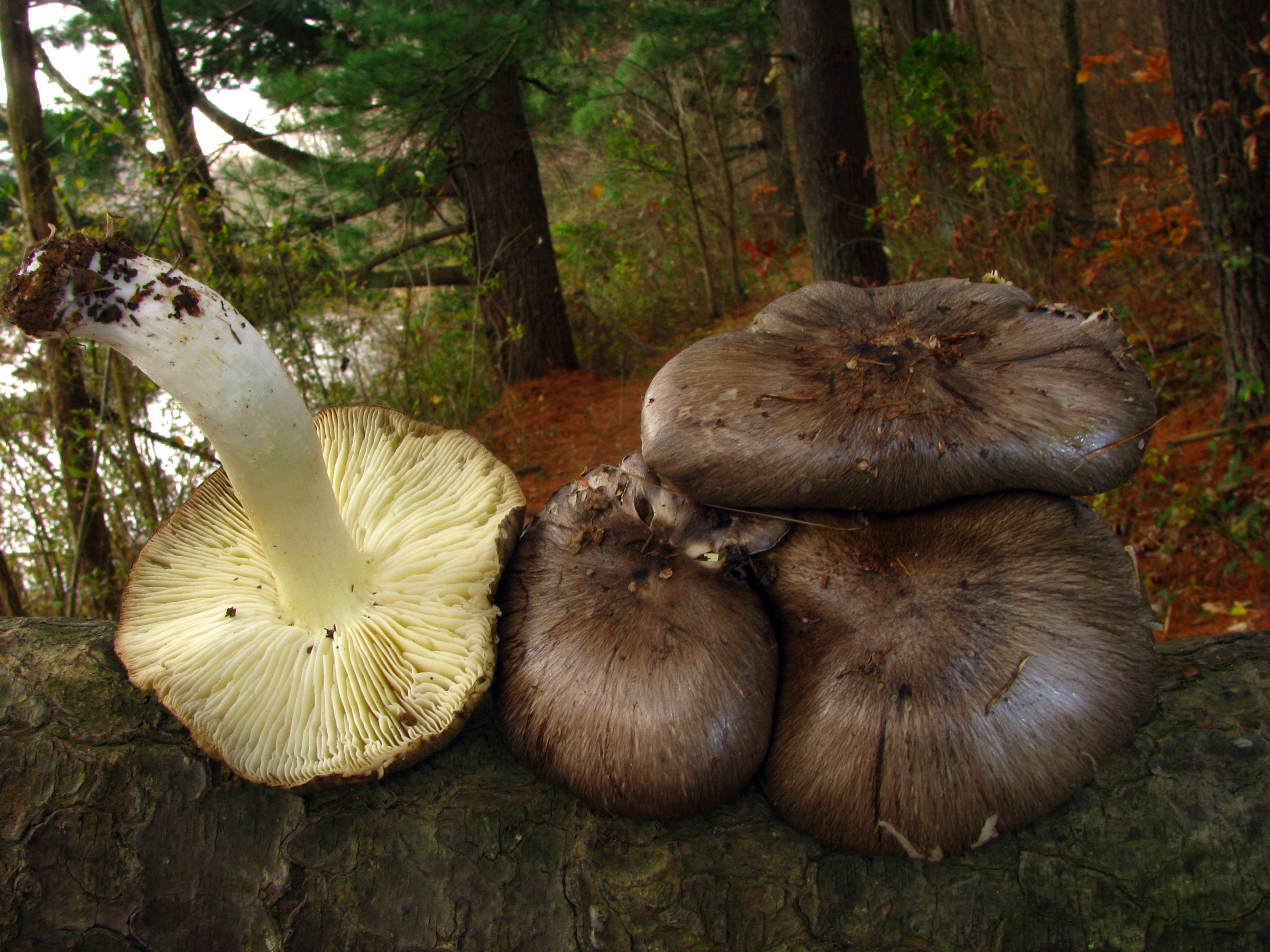
Tricholoma portentosum
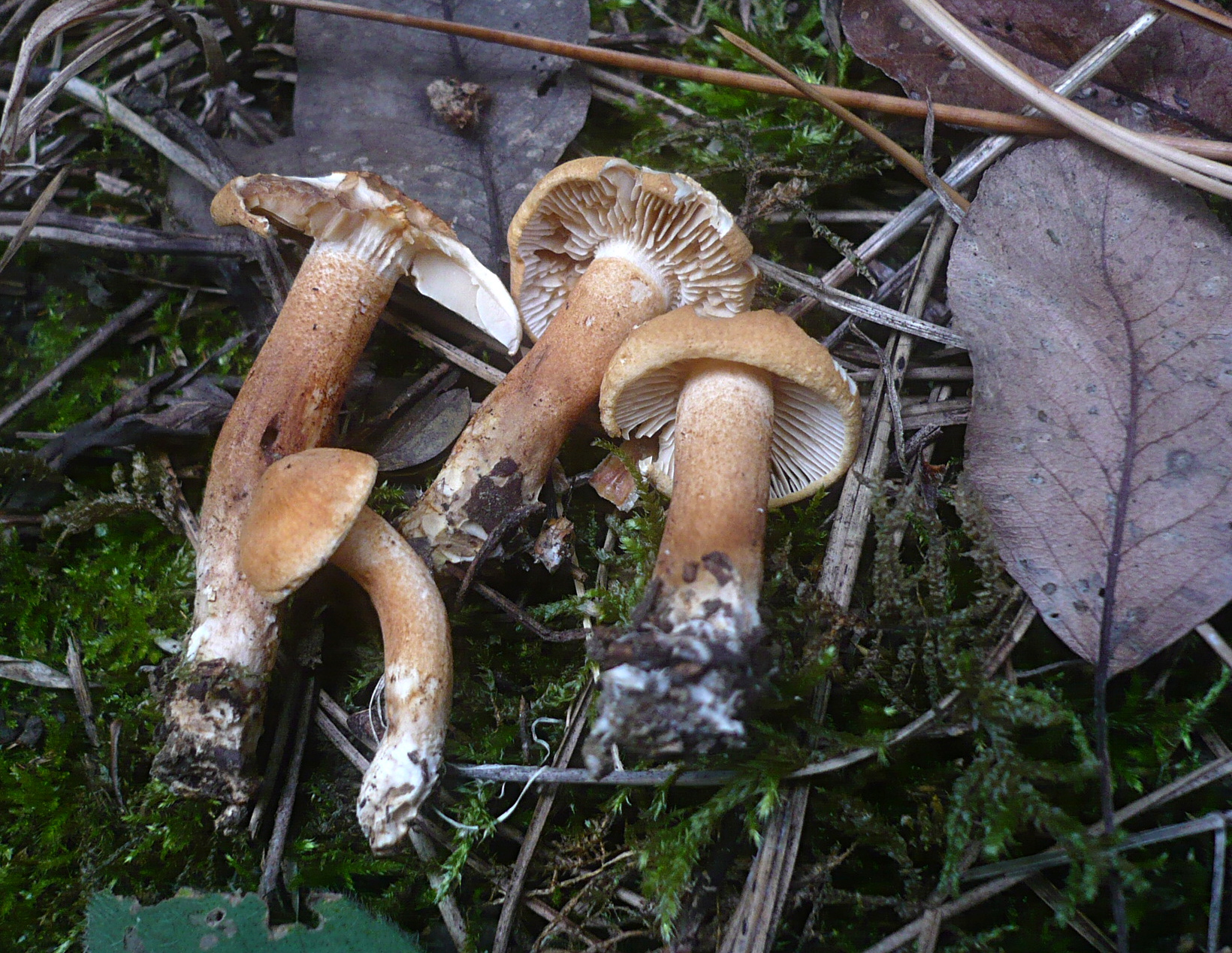
!Tricholoma psammopus!
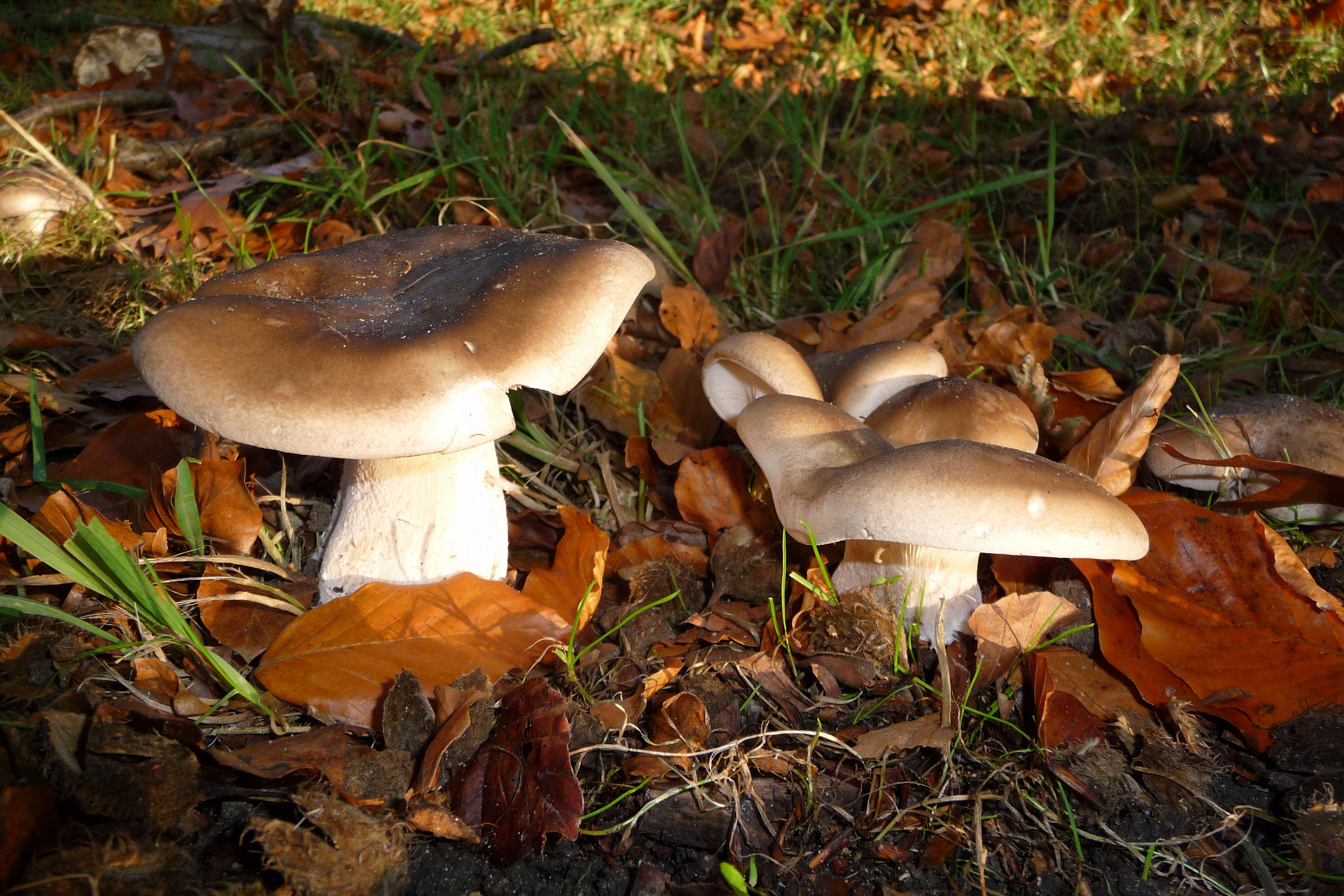
!Tricholoma saponaceum!
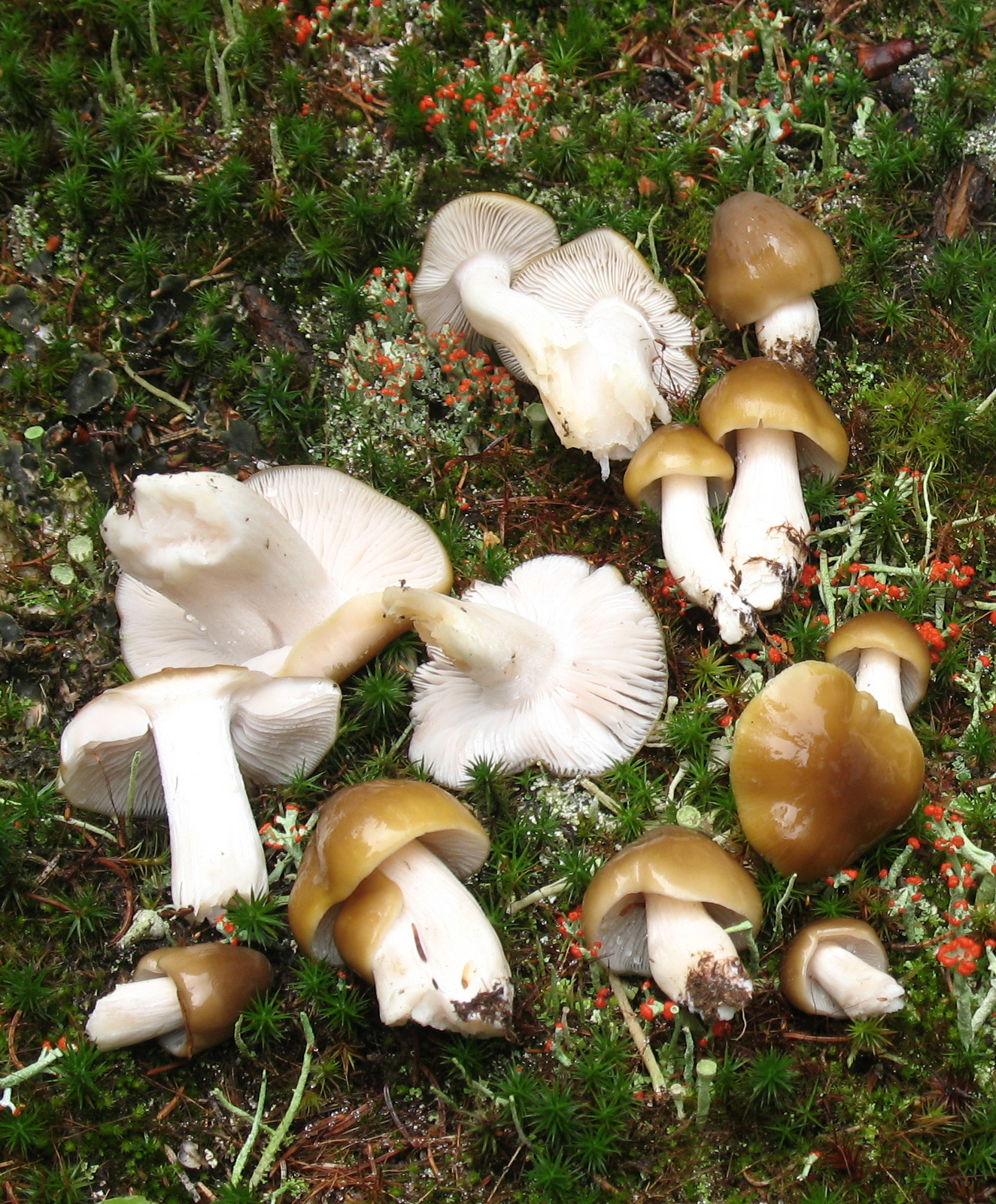
!Tricholoma sejunctum!
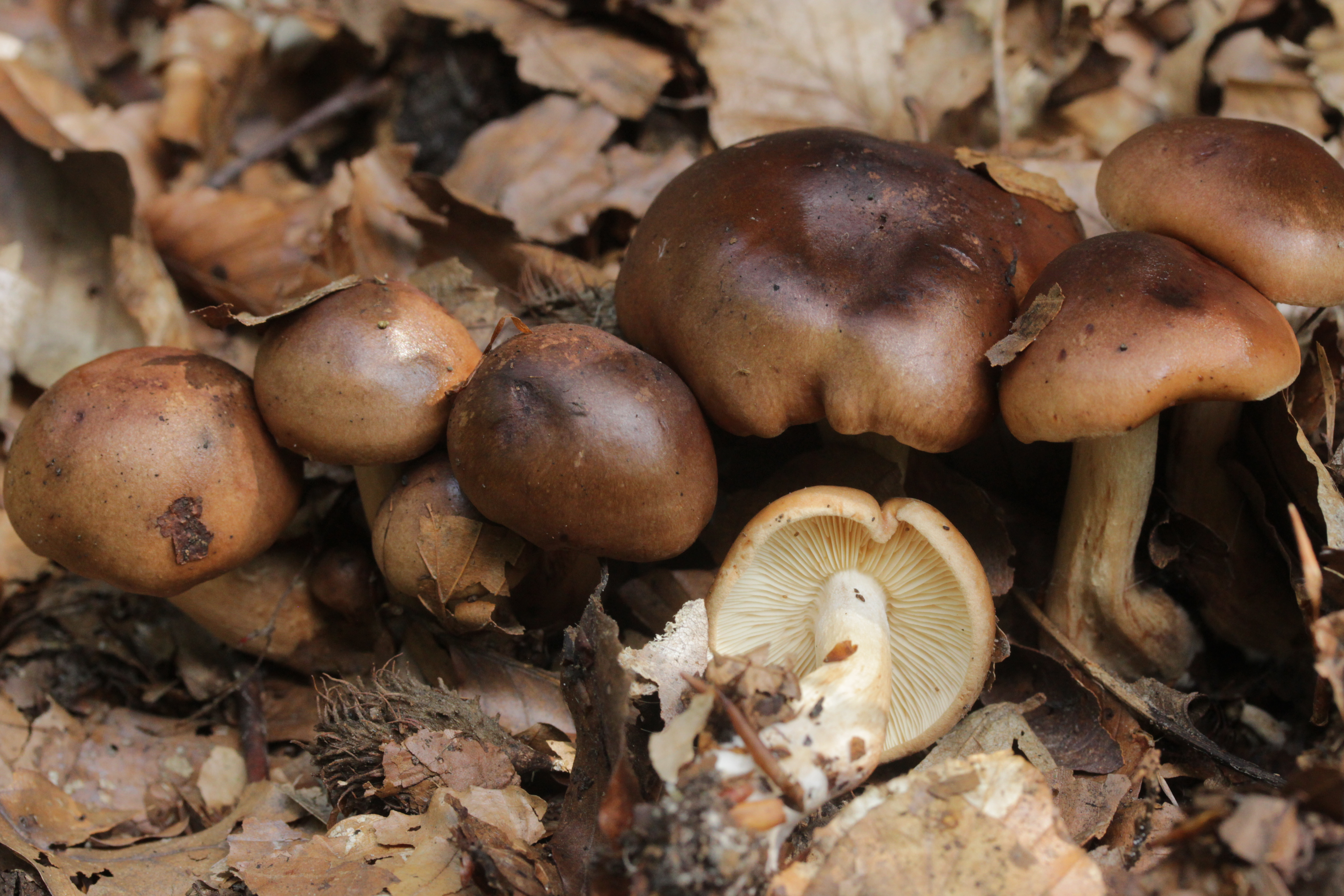
!!Tricholoma ustale!!
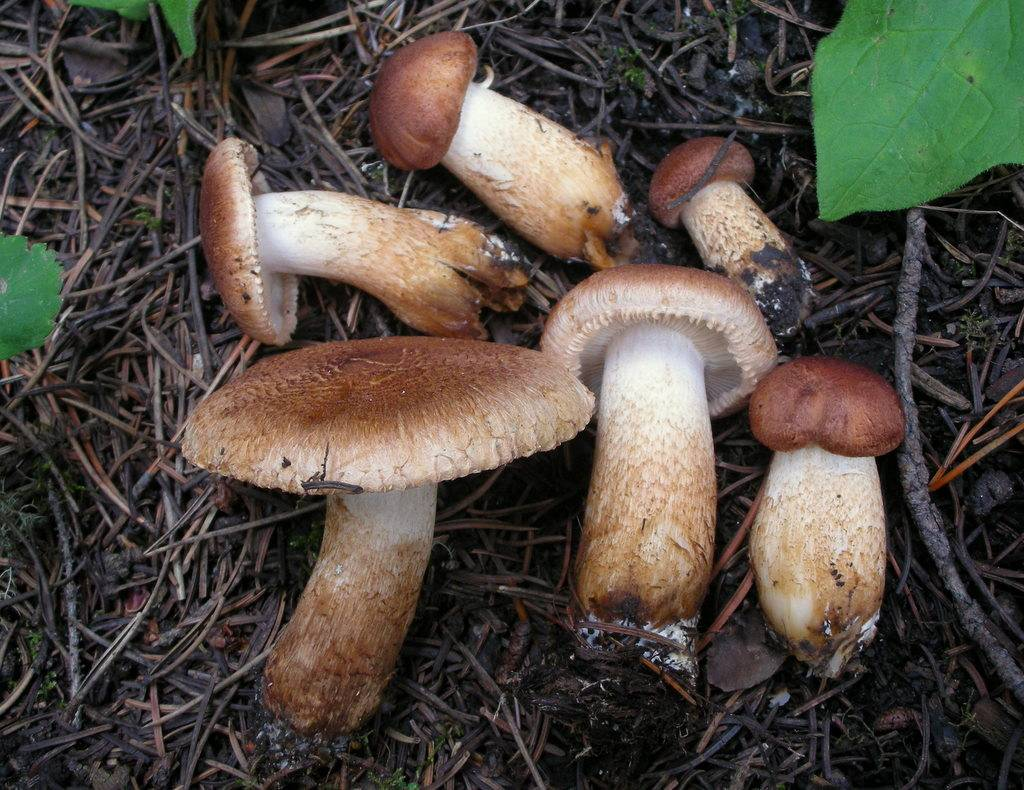
!Tricholoma vaccinum!

## Valorificare
Pricinuit rarității acestei specii nu se știe nimic concret asupra comestibilitatea sau necomestibilitatea ei, fiind astfel văzută necomestibilă în cele mai multe cărți micologice. În plus, este fapt că ar putea fi confundată ușor cu foarte similarele Tricholoma batschii și Tricholoma pessundatum (destul de otrăvitoare, provocând intoxicații gastrointestinale uneori grave) care se dezvoltă în aceeași biosferă. Singur datorită rarității sale, Tricholoma stans ar trebui să fie cruțat și lăsat la loc.